# Priya Malik
Priya Malik Priya (ur. 2005) – indyjska zapaśniczka walcząca w stylu wolnym. Brązowa medalistka mistrzostw Azji w 2023 i piąta w 2024. 
Wygrała mistrzostwa Azji U-23 w 2024 i 2025. Mistrzyni świata juniorów w 2023 i druga w 2022. Mistrzyni świata kadetów w 2021 i 2022 roku.